# هروبا وربکا
هروبا وربکا (به چکی: Hrubá Vrbka) یک منطقهٔ مسکونی در جمهوری چک است که در ناحیه هودونین واقع شده‌است. هروبا وربکا ۱۳٫۱۸ کیلومتر مربع مساحت و ۶۶۳ نفر جمعیت دارد و ۲۵۷ متر بالاتر از سطح دریا واقع شده‌است.